# 12a etapa del Tour de França de 2015
La 12a etapa del Tour de França de 2015 es disputà el dijous 16 de juliol de 2015 sobre un recorregut de 195 km entre la vila francesa de Lanamesa i l'estació d'esquí de Plan de Belha.
L'etapa fou guanyada pel català Joaquim Rodríguez després d'atacar en l'ascensió final als membres de l'escapada de què formava part. Aquesta era la seva segona victòria d'etapa en aquest Tour, després de l'aconseguida en la 3a etapa, amb final al mur de Huy. Jakob Fuglsang (Astana Qazaqstan Team) arribà a poc més d'un minut i el grup del líder a gairebé set.

## Recorregut

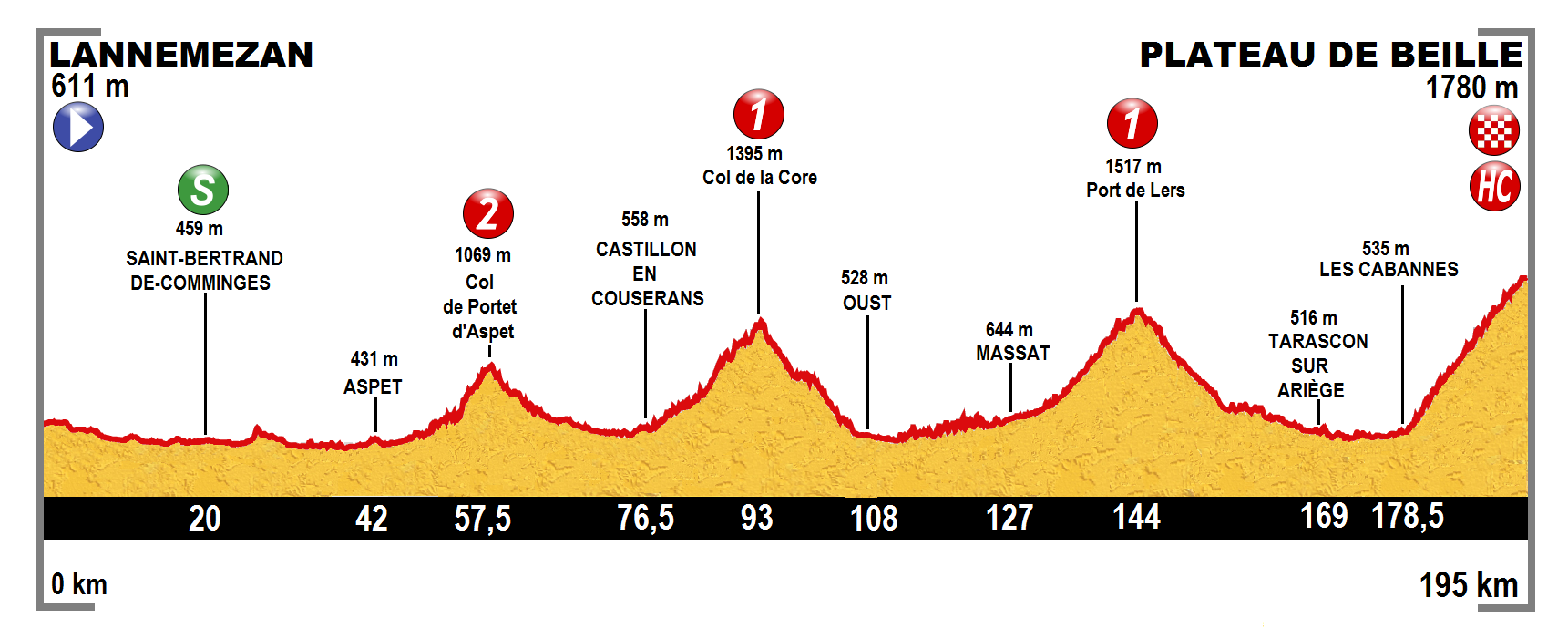
Recorregut de la 12a etapa

Tercera i darrera etapa pirinenca, a través dels departaments dels Alts Pirineus, l'Alta Garona i l'Arieja i quatre ports a superar. Els primers quilòmetres són plans i ben aviat es passa per l'esprint del dia, a Sant Bertran de Comenge (km 20). Amb l'arribada a Aspèth (km 42) i l'inici de l'ascensió al coll de Portèth d'Aspèth, un coll de segona categoria, que es corona al quilòmetre 57,5, després de 4,3 km al 9,7% de mitjana, s'entra en un territori molt muntanyós i revirat. Tot seguit s'han de superar els colls de la Core (14 km sl 5,7%) i de Lers (12,9 km al 6%), ambdós de primera categoria que es coronen als quilòmetres 93 i 144 respectivament. L'arribada és a Plan de Belha, un port de categoria especial amb 15,8 km al 7,9% de desnivell.

## Desenvolupament de l'etapa
Poc després de l'esprint de Sant Bertran de Comenge (km 20) es va formar una nombrosa escapada a partir d'un atac de Lieuwe Westra (Astana Qazaqstan Team). Fins a 22 ciclistes n'acabaren formant part, entre ells Jakob Fuglsang (Astana), Michal Kwiatkowski (Etixx-Quick Step), Romain Bardet (AG2R La Mondiale), Sep Vanmarcke (Team LottoNL-Jumbo) i Joaquim Rodríguez (Team Katusha). En l'ascensió al Port de Lers Kwiatkowski, Vanmarcke i un Georg Preidler (Team Giant-Alpecin), que al cap de poc es despenjà, deixaren la resta d'escapats, que els seguia a poc més d'un minut. En l'ascensió final a Plan de Belha Kwiatkowski deixà enrere a Vanmarcke, mentre pel darrere, Fuglsang, Bardet i Joaquim Rodríguez feien el mateix amb la resta de companys d'escapada i marxaven a la caça del cap de cursa. El "Purito" demostrà ser el més fort i després d'un parell d'atacs deixà enrere a Fuglsang i Bardet i superà a Kwiatkowski a manca de 7,5 quilòmetres per l'arribada. A partir d'aquell moment passà a regular les diferències i es presentà en solitari amb més d'un minut sobre Fuglsang. Entre els favorits hi hagué diversos intents d'atacar Chris Froome (Team Sky), però cap d'ells resultà bo i finalment arribaren plegats a meta.

## Resultats

### Classificació de l'etapa
|    | Ciclista                 | Equip                 | Temps      |
| -- | ------------------------ | --------------------- | ---------- |
| 1  | Joaquim Rodríguez (ESP)  | Team Katusha          | 5h 40' 14" |
| 2  | Jakob Fuglsang (DEN)     | Astana Qazaqstan Team | + 1' 12"   |
| 3  | Romain Bardet (FRA)      | AG2R La Mondiale      | + 1' 49"   |
| 4  | Gorka Izagirre (ESP)     | Movistar Team         | + 4' 34"   |
| 5  | Louis Meintjes (RSA)     | MTN Qhubeka           | + 4' 38"   |
| 6  | Jan Barta (CZE)          | Bora-Argon 18         | + 5' 47"   |
| 7  | Romain Sicard (FRA)      | Team Europcar         | + 6' 03"   |
| 8  | Mikaël Cherel (FRA)      | AG2R La Mondiale      | + 6' 28"   |
| 9  | Alejandro Valverde (ESP) | Movistar Team         | + 6' 46"   |
| 10 | Christopher Froome (GBR) | Team Sky              | + 6' 47"   |

### Punts atribuïts
| 1r  | André Greipel (GER)      | Lotto Soudal          | 20 pts |
| 2n  | John Degenkolb (GER)     | Team Giant-Alpecin    | 17 pts |
| 3r  | Peter Sagan (GER)        | Team Tinkoff-Saxo     | 15 pts |
| 4t  | Mark Cavendish (GBR)     | Etixx-Quick Step      | 13 pts |
| 5è  | Jens Debusschere (BEL)   | Lotto Soudal          | 11 pts |
| 6è  | Lieuwe Westra (NED)      | Astana Qazaqstan Team | 10 pts |
| 7è  | Bryan Coquard (FRA)      | Team Europcar         | 9 pts  |
| 8è  | Koen de Kort (NED)       | Team Giant-Alpecin    | 8 pts  |
| 9è  | Roy Curvers (NED)        | Team Giant-Alpecin    | 7 pts  |
| 10è | Nicolas Edet (FRA)       | Cofidis               | 6 pts  |
| 11è | Romain Sicard (FRA)      | Team Europcar         | 5 pts  |
| 12è | Imanol Erviti (ESP)      | Movistar Team         | 4 pts  |
| 13è | Kristijan Đurasek (CRO)  | Lampre-Merida         | 3 pts  |
| 14è | Matthieu Ladagnous (FRA) | FDJ                   | 2 pts  |
| 15è | Thomas Voeckler (FRA)    | Team Europcar         | 1 pt   |

| 1r  | Joaquim Rodríguez (CAT)  | Team Katusha          | 20 pts |
| 2n  | Jakob Fuglsang (DEN)     | Astana Qazaqstan Team | 17 pts |
| 3r  | Romain Bardet (FRA)      | AG2R La Mondiale      | 15 pts |
| 4t  | Gorka Izagirre (ESP)     | Movistar Team         | 13 pts |
| 5è  | Louis Meintjes (RSA)     | MTN Qhubeka           | 11 pts |
| 6è  | Jan Bárta (CZE)          | Bora-Argon 18         | 10 pts |
| 7è  | Romain Sicard (FRA)      | Team Europcar         | 9 pts  |
| 8è  | Mikaël Cherel (FRA)      | AG2R La Mondiale      | 8 pts  |
| 9è  | Alejandro Valverde (ESP) | Movistar Team         | 7 pts  |
| 10è | Christopher Froome (GBR) | Team Sky              | 6 pts  |
| 11è | Nairo Quintana (COL)     | Movistar Team         | 5 pts  |
| 12è | Thibaut Pinot (FRA)      | FDJ                   | 4 pts  |
| 13è | Tejay Van Garderen (USA) | BMC Racing Team       | 3 pts  |
| 14è | Alberto Contador (ESP)   | Team Tinkoff-Saxo     | 2 pts  |
| 15è | Pierre Rolland (FRA)     | Team Europcar         | 1 pt   |

### Ports de muntanya
| 1r | Georg Preidler (AUT)    | Team Giant-Alpecin           | 5 pts |
| 2n | Jérémy Roy (FRA)        | FDJ                          | 3 pts |
| 3r | Lieuwe Westra (NED)     | Astana Qazaqstan Team        | 2 pts |
| 4t | Anthony Delaplace (FRA) | Bretagne-Séché Environnement | 1 pt  |

| 1r | Kristijan Đurasek (CRO)  | Lampre-Merida      | 10 pts |
| 2n | Georg Preidler (AUT)     | Team Giant-Alpecin | 8 pts  |
| 3r | Mikaël Cherel (FRA)      | AG2R La Mondiale   | 6 pts  |
| 4t | Matthieu Ladagnous (FRA) | FDJ                | 4 pts  |
| 5è | Sylvain Chavanel (FRA)   | IAM Cycling        | 2 pts  |
| 6è | Romain Bardet (FRA)      | AG2R La Mondiale   | 1 pt   |

| 1r | Michał Kwiatkowski (POL) | Etixx-Quick Step      | 10 pts |
| 2n | Sep Vanmarcke (BEL)      | Team LottoNL-Jumbo    | 8 pts  |
| 3r | Mikaël Cherel (FRA)      | AG2R La Mondiale      | 6 pts  |
| 4t | Louis Meintjes (RSA)     | MTN Qhubeka           | 4 pts  |
| 5è | Romain Bardet (FRA)      | AG2R La Mondiale      | 2 pts  |
| 6è | Jakob Fuglsang (DEN)     | Astana Qazaqstan Team | 1 pt   |

| 1r  | Joaquim Rodríguez (CAT)  | Team Katusha          | 50 pts |
| 2n  | Jakob Fuglsang (DEN)     | Astana Qazaqstan Team | 40 pts |
| 3r  | Romain Bardet (FRA)      | AG2R La Mondiale      | 32 pts |
| 4t  | Gorka Izagirre (ESP)     | Movistar Team         | 28 pts |
| 5è  | Louis Meintjes (RSA)     | MTN Qhubeka           | 24 pts |
| 6è  | Jan Bárta (CZE)          | Bora-Argon 18         | 20 pts |
| 7è  | Romain Sicard (FRA)      | Team Europcar         | 16 pts |
| 8è  | Mikaël Cherel (FRA)      | AG2R La Mondiale      | 12 pts |
| 9è  | Alejandro Valverde (ESP) | Movistar Team         | 8 pts  |
| 10è | Christopher Froome (GBR) | Team Sky              | 4 pts  |

## Classificacions a la fi de l'etapa

### Classificació general
|    | Ciclista                 | Equip                 | Temps       |
| -- | ------------------------ | --------------------- | ----------- |
| 1  | Chris Froome (GBR)       | Team Sky              | 46h 50' 32" |
| 2  | Tejay van Garderen (USA) | BMC Racing Team       | + 2' 52"    |
| 3  | Nairo Quintana (COL)     | Movistar Team         | + 3' 09"    |
| 4  | Alejandro Valverde (ESP) | Movistar Team         | + 3' 58"    |
| 5  | Geraint Thomas (GBR)     | Team Sky              | + 4' 03"    |
| 6  | Alberto Contador (ESP)   | Team Tinkoff-Saxo     | + 4' 04"    |
| 7  | Robert Gesink (NED)      | Team LottoNL-Jumbo    | + 5' 32"    |
| 8  | Tony Gallopin (FRA)      | Lotto Soudal          | + 7' 32"    |
| 9  | Vincenzo Nibali (ITA)    | Astana Qazaqstan Team | + 7' 47"    |
| 10 | Bauke Mollema (NED)      | Trek Factory Racing   | + 8' 02"    |

### Classificació per punts
|   | Ciclista             | Equip             | Punts |
| - | -------------------- | ----------------- | ----- |
| 1 | Peter Sagan (SVK)    | Team Tinkoff-Saxo | 254   |
| 2 | André Greipel (GER)  | Lotto Soudal      | 252   |
| 3 | John Degenkolb (GER) | Etixx-Quick Step  | 201   |

### Classificació de la muntanya
|   | Ciclista                | Equip                 | Punts |
| - | ----------------------- | --------------------- | ----- |
| 1 | Chris Froome (GBR)      | Team Sky              | 61    |
| 2 | Joaquim Rodríguez (CAT) | Team Katusha          | 52    |
| 3 | Jakob Fuglsang (DEN)    | Astana Qazaqstan Team | 41    |

### Classificació del millor jove
|   | Ciclista             | Equip              | Temps       |
| - | -------------------- | ------------------ | ----------- |
| 1 | Nairo Quintana (COL) | Movistar Team      | 46h 53' 41" |
| 2 | Warren Barguil (FRA) | Team Giant-Alpecin | + 6' 34"    |
| 3 | Romain Bardet (FRA)  | AG2R La Mondiale   | + 13' 56"   |

### Classificació per equips
|    | Equip             | Temps        |
| -- | ----------------- | ------------ |
| 1r | Movistar Team     | 141h 52' 29" |
| 2n | Team Sky          | + 5' 19"     |
| 3r | Team Tinkoff-Saxo | + 25' 27"    |

## Abandonaments
- Zakkari Dempster (AUS) (Bora-Argon 18). Abandona.[4]
- Alex Dowsett (GBR) (Movistar Team). Abandona.[5]